# Saint-Jean-de-Linières

Saint-Jean-de-Linières este o comună în departamentul Maine-et-Loire, Franța. În 2009 avea o populație de 1,696 de locuitori.